# Mudurnu
Mudurnu est une ville et un district de la province de Bolu dans la région de la mer Noire en Turquie.

## Histoire
Ville historique corporatiste, inscrite sur la liste indicative de la liste du patrimoine mondial en Turquie.

## Endroits à voir
- Babas Kaplıcası - source d'eau minérale avec bains[2],[3].
- Mosquée Yildrim Bayezid - construite en 1372 faisant partie d'un complexe derviche, avec hammam et madrasha.
- Yildrim Bayezid Hamam - bain avec sauna encore en service, construit en 1382 par Ömer Ibrahim.
- la réserve naturelle du lac Abant
- Le projet immobilier Sarot ou Burj Al Babas, avec des maisons en construction de style renaissance[4],[5]